# The Connection (spettacolo teatrale)
The Connection è uno spettacolo teatrale messo in scena dalla compagnia Living Theatre tra il 1959 e il 1963, poi ripreso nel 2009 in occasione del suo cinquantenario. Tratto dall'opera teatrale Il contatto (The Connection in lingua originale) di Jack Gelber, lo spettacolo ebbe un buon successo di pubblico e vinse numerosi premi. Nel 1961 la regista Shirley Clarke ne ha diretto una versione cinematografica.

## Lo spettacolo

### Trama
The connection è un dramma metateatrale  che racconta di un gruppo di drogati in attesa di uno spacciatore di nome Cowboy, il “contatto” che darà loro dell’eroina. Quest’ultimi sono stati riuniti dal produttore Jim Dunn e dall’autore Jaybird che vogliono girare un film sulla condizione degradata che i tossicodipendenti vivono nella società. Quattro ragazzi sono musicisti jazz, che si lanciano in improvvisazioni per passare il tempo, mentre l'autore protesta per i cambiamenti al copione effettuati dal gruppo.
Alla fine Cowboy arriva e distribuisce la droga. Persino Jaybird, l'autore, vinto dalla curiosità la prova. Uno dei personaggi, Leach, chiede dell'altra eroina, poiché sostiene che non gli faccia effetto: ottenutala, va in overdose e si sente male, ma in seguito si riprende. Jaybird a quel punto capisce che la situazione gli è sfuggita di mano e che l'opera non ha una conclusione.

### Genesi
Nel 1959 il ventiseienne Jack Gelber si presentò a casa dei Beck con un manoscritto: era la sua opera prima, intitolata The Connection. Julian Beck, che in quel periodo era fortemente influenzato dal cosiddetto Teatro della crudeltà di Antonin Artaud e dal metateatro di Luigi Pirandello (di cui aveva già messo in scena Questa sera si recita a soggetto), scorrendo velocemente il copione intuì subito che quello sarebbe potuto diventare un loro spettacolo.
Gelber aveva messo in scena due tipi di eroinomani, i bianchi e i neri, e c'era una fondamentale differenza tra loro: i neri infatti erano tutti musicisti jazz e aspettavano la dose suonando. Avevano insomma una ragione di vita anche al di là della droga. Non è in effetti un caso che i drogati di colore fossero tutti suonatori: in quel periodo era infatti in vigore a New York una legge secondo la quale chi avesse subito una condanna per droga non poteva più lavorare nei locali notturni. Questo aveva fatto perdere il lavoro e gettato sul lastrico molti suonatori jazz di colore, di conseguenza lo spettacolo voleva anche denunciare l'ingiustizia e i problemi creati da quella legge.
Per dare al tutto il massimo realismo, la regista Judith Malina decise che gli attori fossero davvero quasi tutti eroinomani, che in questo modo avrebbero dovuto quindi mettere in scena la loro effettiva condizione. Malina era consapevole del rischio di reclutare persone con gravi problemi a recitare col Living Theatre, ma pensò che il risultato avrebbe potuto essere soddisfacente. I problemi non mancarono: in qualche caso capitò che a causa della droga qualche attore svenisse in scena o sparisse durante le prove. Uno di essi ebbe persino un'overdose nel bagno durante una replica. Alcune delle persone reclutate comunque mostrarono buone doti recitative e rimasero nel Living Theatre per parecchi anni.
Beck affermò:

### Accoglienza
Il pubblico rimase disorientato dall'intreccio tra realtà e finzione che lo spettacolo aveva creato, incapace di comprendere se lo spettacolo fosse scritto o improvvisato. La scena dell'overdose si rivelò addirittura scioccante, tanto che tra il pubblico si registrarono alcuni svenimenti. La critica, inizialmente fredda e ostile verso lo spettacolo, col passare del tempo andò gradualmente cambiando opinione, fino a riconoscerne il valore artistico e sociale. Lo spettacolo ebbe un buon successo di pubblico, rimanendo in cartellone per circa quattro anni, per un totale di quasi mille repliche.
The Connection vinse tre Obie Award come migliore produzione, migliore nuova opera e miglior attore (Warren Finnerty) (1960), oltre che un Vernon Rice Award (1960) e un Grand Prix per la migliore opera al Théâtre de la Ville di Parigi (1961).

## Il film
Nel 1961 venne girata una versione cinematografica dello spettacolo, sotto la direzione di Shirley Clarke, regista appartenente al New American Cinema Group.